# Casa Lovinescu (București)
Casa Lovinescu este numele fostei reședințe a criticului literar Eugen Lovinescu, apartamentul care a găzduit în perioada interbelică (1938-1943) ședințele Cenaclului Sburătorul.
Pe 2 iunie, Monica Lovinescu, care este aleasă secretar, va redeschide Cenaclul Sburătorul. La prima întâlnire sunt prezenți: Șerban Cioculescu, Vladimir Streinu, care conduceau pe rând ședințele, alături de scriitorii consacrați ai Cenaclului, Hortensia Papadat-Bengescu, Ion Barbu, Cella Delavrancea, Brăescu, Ticu Archip, Aderca, Dan Petrașincu, Ieronim Șerbu, Sorana Gurian. Se țin mai multe întâlniri, se dau chiar și premiile anuale: premiul pentru poezie îl va primi Ștefan Augustin Doinaș cu o carte ce va fi publicată abia 30 de ani mai târziu.
La 27 octombrie 1946, la inițiativa Monicăi Lovinescu, s-a dezvelit placa memorială care se află și în prezent pe fațada clădirii. Dar, în urma unui denunț, Cenaclul va fi închis definitiv de puterea comunistă la finalul anului: Fuseserăm „turnați“ la celula de partid a scriitorilor (Sorana Gurian știa și numele turnătoarei: Sanda Movilă, scriitoare azi uitată pe drept, era soția lui Aderca, el, fără pată). Nu era decât un pretext sau picătura de apă. Cenaclul deranja prin orientarea estetică acum când la comuniști se pregăteau deja marile și neștiutele încă de către noi liturghii ale realismului socialist.
Situat în București, pe Bulevardul Kogălniceanu nr. 49, în fața Facultății de Drept, apartamentul a fost confiscat în 1950 de statul comunist. În anul 2000, apartamentul a revenit în proprietatea Monicăi Lovinescu, fiica criticului, care l-a donat, în același an, Fundației Humanitas Aqua-Forte, în vederea reintroducerii acestui loc eminent al culturii române în circuitul cultural bucureștean.

## Proiecte culturale
Între 2004 și 2014, la Casa Lovinescu s-au derulat mai multe proiecte culturale:
- Cenaclul Lovinescu coordonat de Ioana Pârvulescu
- Cercul Noica coordonat de Sorin Lavric
- Societatea Română de Fenomenologie coordonată de Cristian Ciocan
- Revista Studia Phaenomenologica
- Dezbateri publice lunare în jurul unor cărți de filozofie recent apărute
- Conferințe filozofice